# (32854) 1992 SC13
1992 SC13 (asteroide 32854) é um asteroide da cintura principal. Possui uma excentricidade de 0.26775070 e uma inclinação de 6.17059º.
Este asteroide foi descoberto no dia 30 de setembro de 1992 por Kin Endate e Kazuro Watanabe em Kitami.